# Nagarkhas

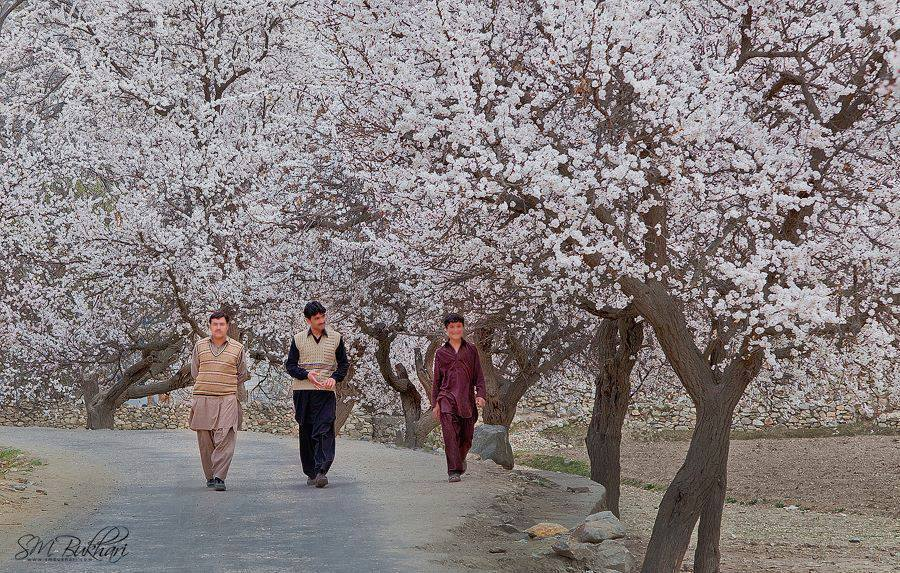
Valle de Nagar en primavera.

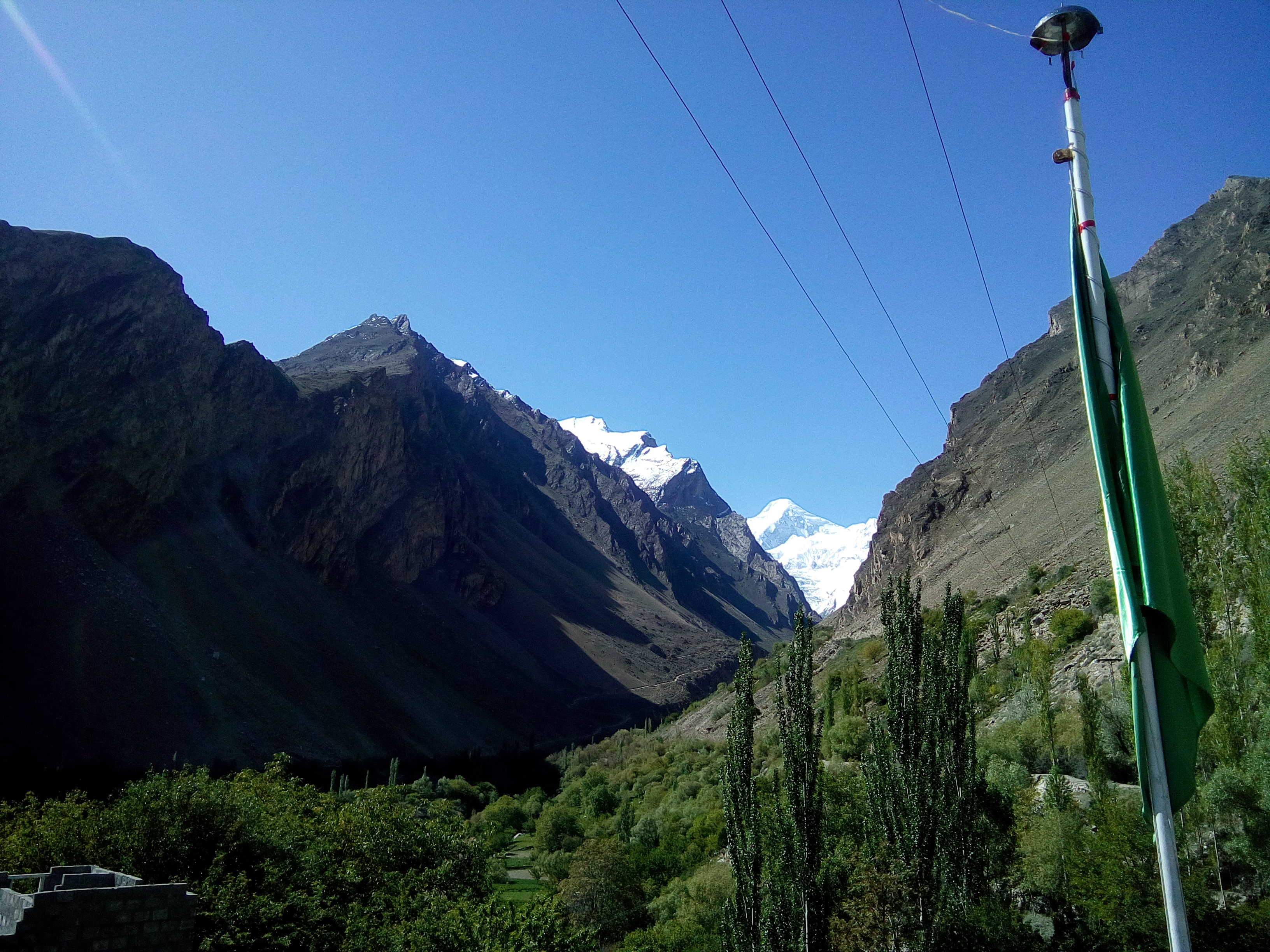
Valle de Sumayyar en el distrito de Nagar.

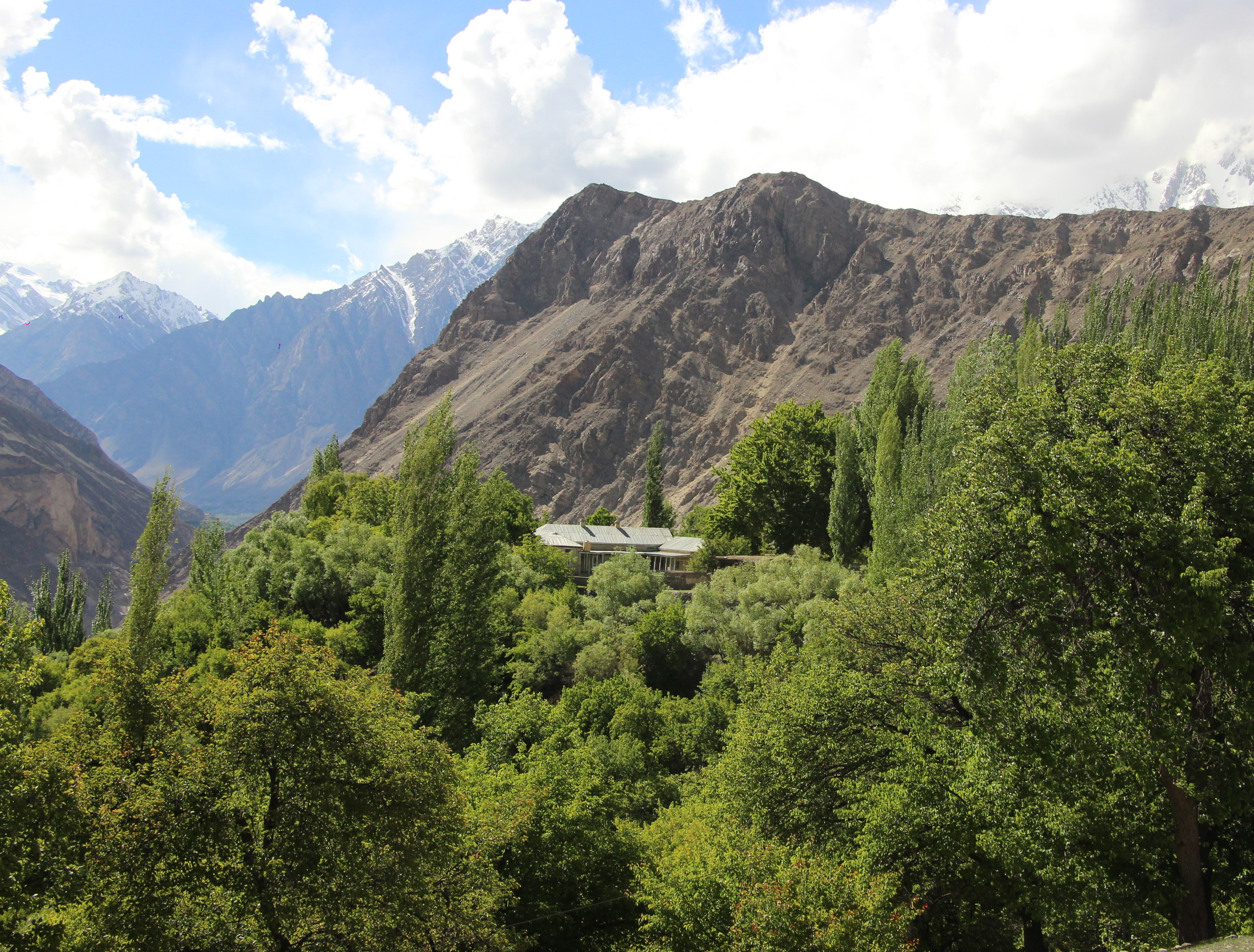
Palacio real en Nagarkhas.

Nagarkhas o Nagar (urdu: نگرخاس), también conocida como Oyumagar, es una ciudad y capital del distrito de Nagar en la región norteña de Gilgit-Baltistán en Pakistán.
La ciudad, una de las más grandes de ese distrito, está situada a orillas del río Nagar y también fue la capital del antiguo estado principesco de Nagar.
Hoy día, la famosa carretera del Karakórum cruza Nagar, conectando Pakistán con China a través del Paso de Khunjerab. La carretera sigue el río Hunza-Nagar durante cierta distancia a través de Nagar y hacia el distrito de Hunza.

## Ubicación
Nagar se encuentra en el valle del río Nagar, a unos ocho kilómetros al sureste de la unión del río Nagar con el río Hunza, justo debajo de Baltit.
El valle de Nagar, anteriormente conocido como de Broshal, está situado a una altitud de 2.688 m. Nagarkhas es la ciudad principal y la capital del antiguo estado principesco. Los valles de Ghulmet, Minapin, Chaprote y Hopper son atracciones turísticas populares en el distrito de Nagar por su espectacular paisaje. Se encuentran en el distrito de Nagar algunos de los picos de alta montaña más intimidantes de la tierra, como Rakaposhi con 7.788 m, el Diran, el pico Spantik (también conocido como pico dorado) y varios otros.

## Historia
Después de la campaña de Hunza-Nagar de 1889-1892 (conocida localmente como la guerra Anglo-Burusho), el área quedó bajo control británico y luego se convirtió en vasallo del durbar de Cachemira, pero continuó bajo el gobierno de la familia real de Nagar. En 1974, Zulfikar Ali Bhutto disolvió los estados principescos de Nagar y Hunza y les dio representación democrática en el Consejo de las Áreas del Norte, ahora conocido como Asamblea Legislativa de Gilgit-Baltistán. Los británicos quisieron expandir el comercio con Rusia, tanto desde Nagar como desde Hunza, pero los estados no les permitieron hacerlo.